# Stazione di Civitella Roveto
La stazione di Civitella Roveto è una stazione ferroviaria della ferrovia Avezzano-Roccasecca al servizio del comune di Civitella Roveto.

## Storia
La stazione fu inaugurata nel 1902, in occasione dell'apertura della tratta Avezzano-Sora.

## Strutture e impianti
Il fabbricato viaggiatori è strutturato su due livelli ed ospita una mera sala d'aspetto ed una validatrice.
Nell'estate del 2022 la Stazione, insieme all'intera linea, è stata interessata da lavori di rinnovo dell'armamento e attrezzaggio propedeutico per l'installazione del sistema di segnalamento di ultima generazione di tipo ETCS Regional livello 2/3, che verrà ultimato negli anni successivi con la realizzazione di un nuovo PPM (Posto Periferico di Movimento) per l’allestimento di apparecchiature tecnologiche destinate al comando, al controllo e alla sicurezza della circolazione ferroviaria nella tratta.

## Movimento
Il servizio è svolto da Trenitalia secondo contratto di servizio stipulato con la Regione Abruzzo. In totale sono circa 12 i treni che effettuano fermata giornaliera presso la stazione, con destinazioni principali Avezzano e Cassino.

## Servizi
- Sala d'attesa